# پارک ملی لوگارا
پارک ملی لوگارا (به لاتین: Llogara National Park) یک پارک ملی و منطقه حفاظت‌شده در آلبانی است که در شهرستان ولوره واقع شده‌است.